# Walmuseum in Húsavík

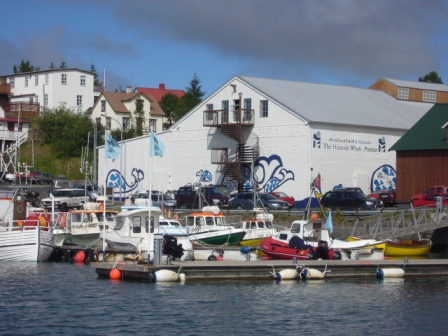
Außenansicht des Walmuseums in Húsavík

Das Walmuseum in Húsavík (isländisch Hvalasafnið á Húsavik) ist ein Museum in der isländischen Stadt Húsavík.
Es wurde 1997 mit dem Ziel gegründet, die Öffentlichkeit über Wale zu informieren. Die Ausstellung konzentriert sich auf die Biologie und Bedrohung der in isländischen Gewässern vorkommenden Wale. Gesonderte Themenräume geben Einblicke in die Geschichte des isländischen Walfangs, Walbeobachtung, Walstrandungen und Naturgeschichte. Daneben verdeutlichen zahlreiche Skelette die Anatomie und Größe verschiedener  Walarten. Die Ortschaft liegt im Nordosten Islands an der Küste der Skjálfandibucht wenig unterhalb des nördlichen Polarkreises.

## Geschichte

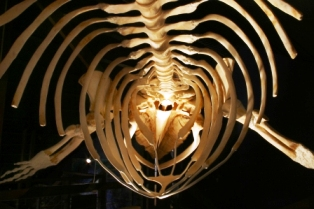
Walskelett im Walmuseum in Húsavík

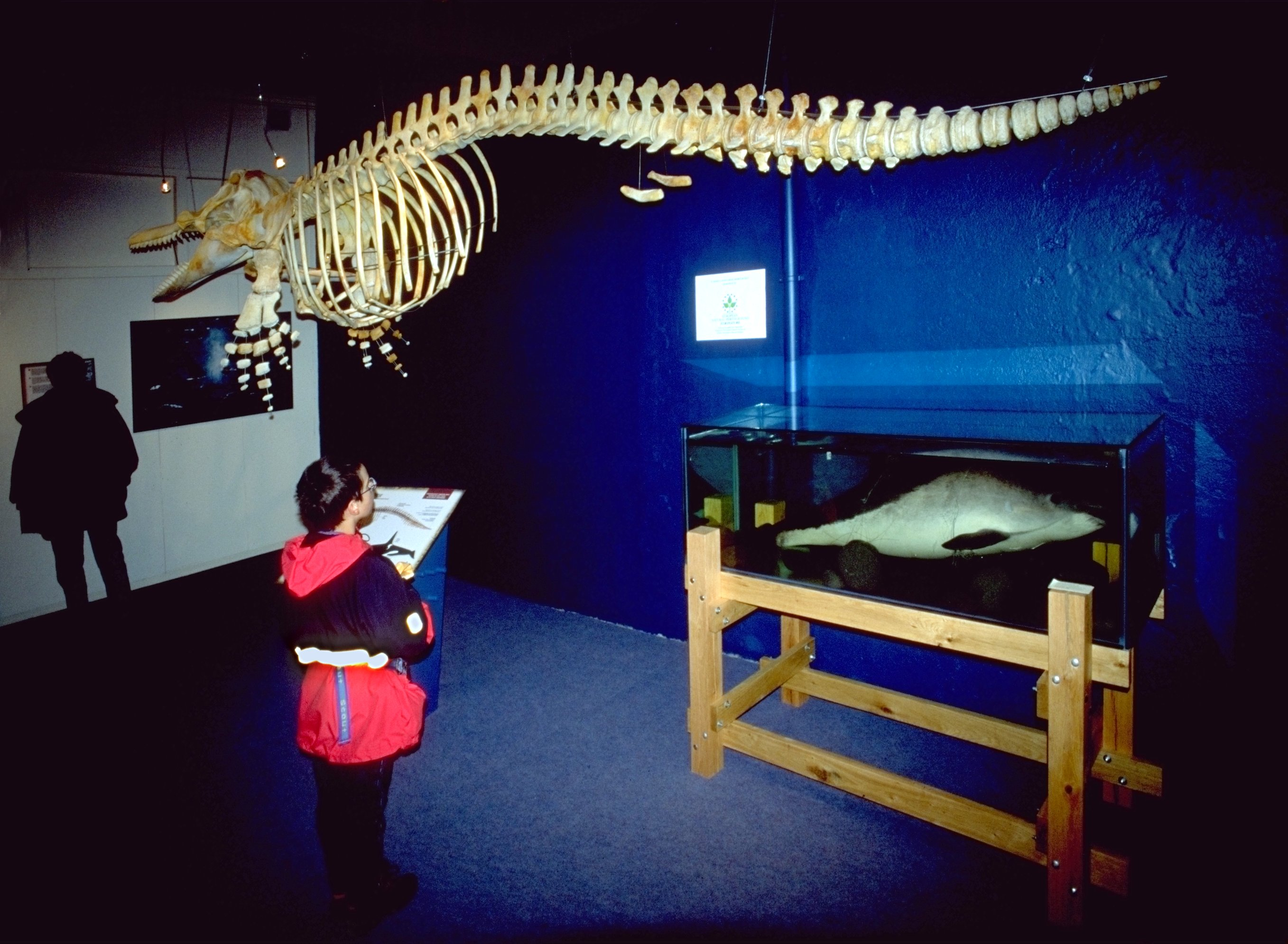
Walskelett im Museum

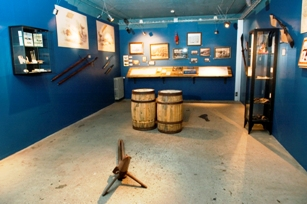
Walmuseum in Húsavík

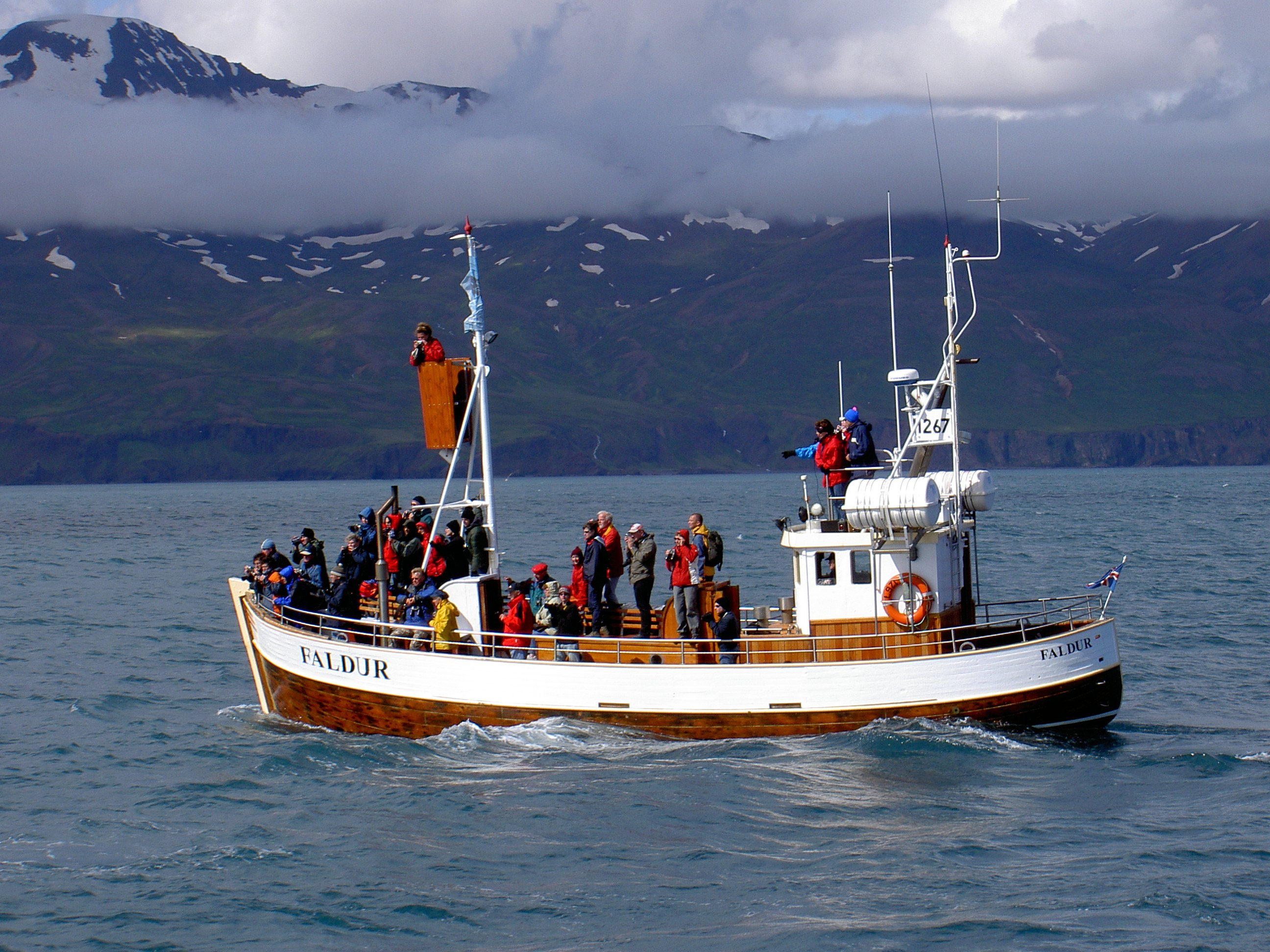
Walbeobachtung vor Húsavík

Die Geschichte des Museums begann im Sommer 1997 mit einer kleinen Ausstellung über Wale in einem Hotel in Húsavík. Bereits kurze Zeit später wurde die Ausstellung in angemieteten Räumen direkt am Hafen untergebracht. Zeitgleich wurde die Aktiengesellschaft Húsavík Whale Centre ehf gegründet. Aufgrund des steigenden Interesses am Museum wurde bereits nach drei Jahren ein größeres Gebäude benötigt. So wurde 2000 ein ehemaliges Schlachthaus gekauft. Dieses war 1931 erbaut worden und stand seit den 1980er Jahren leer. Dieses wurde umgebaut und im Juni 2002 als Museum eröffnet. Grundlegend für den Erfolg des Museums war die unbezahlte Hilfe einer Vielzahl Ortsansässiger. Im Jahr 2004 wandelte man die Aktiengesellschaft in eine gemeinnützige Organisation mit dem Namen Walmuseum in Húsavík um. 2007 wurde das Museum vom isländischen Bildungsministerium als Bildungsanstalt anerkannt.

## Ausstellung
Das Museum hat eine Ausstellungsfläche von 1600 m², die sich über zwei Stockwerke erstreckt. Im unteren Stockwerk befindet sich ein Ausstellungsteil über das Meeresökosystem sowie den Lebensraum und die Ökologie der Wale. Zusätzlich findet man Informationen über unterschiedliche Walarten des Nordatlantiks sowie separate Räume zu den Themen Walstrandungen, Naturgeschichte, Walbeobachtung, Walfang und Delfine. Den Schwertwalen – darunter Keiko, der bekannteste isländischen Schwertwal – ist ein eigener Raum gewidmet. Zwei Filme bieten Hintergrundwissen zum Thema Walfang.
Im oberen Geschoss befindet sich die „Walgalerie“ des Museums. Dort werden Skelette von insgesamt 9 unterschiedlichen Arten ausgestellt. Das erste Skelett der Sammlung stammt aus dem Jahr 1998 und gehört zu einem Sowerby-Zweizahnwal (Mesoplodon bidens). Im Laufe der Zeit konnte die Sammlung mit Skeletten folgender Walarten ergänzt werden: Zwergwal (Balaenoptera acutorostrata), Pottwal (Physeter macrocephalus), Buckelwal (Megaptera novaeangliae), Schwertwal (Orcinus orca), Cuvier-Schnabelwal (Ziphius cavirostris), Nördlicher Entenwal (Hyperoodon ampullotus) und Grindwal (Globicephala melas). 2004 wurde dem Museum von Grönland ein Narwalskelett (Monodon monoceros) gespendet.
2005 wurde die Ausstellung um einen neuen Teil über die Ökologie der Wale erweitert. 2009 kam eine Sektion über die Geschichte des Schlachthauses und des Museums hinzu.

## Volontärprogramm
Seit Beginn unterhält das Museum ein Programm mit internationalen freiwilligen Helfern. In der Regel sind die Volontäre Studenten unterschiedlicher Fachrichtungen mit vorwiegend naturwissenschaftlichem Hintergrund. Neben dem täglichen Museumsbetrieb ist die Walforschung wesentlicher Bestandteil ihrer Arbeit. Zusätzlich übernehmen sie Aufgaben wie das Übersetzen von Texten und Führungen in diversen Sprachen. Sie aktualisieren und erweitern die Ausstellung, katalogisieren Exponate und helfen bei der Instandhaltung des Museumsgebäudes. Damit  erhalten die Volontäre die Möglichkeit, mehr über Wale zu lernen und sie in der freien Natur zu beobachten.

## Walforschung
Das Walmuseum begann 1998 mit der Forschungsarbeit, gab aber damals die gesammelten Daten an eine andere Institution weiter. Seit 2001 führt das Museum eine eigene Datenbank. Dank der Zusammenarbeit mit dem lokalen Walbeobachtungsanbieter North Sailing erhalten die Museumsmitarbeiter die Möglichkeit, täglich auf den Walbeobachtungsbooten Daten zu sammeln. Es besteht eine Zusammenarbeit mit Universitäten und Forschern, welche die Daten für weiterführende Studien nutzen. Das Forschungsprogramm des Museums konzentriert sich auf die Fotoidentifikation, bezieht aber auch Lebensraum- und Atmungsmusterstudien von Walen mit ein.